# Cantonul Combourg
Cantonul Combourg este un canton din arondismentul Rennes, departamentul Ille-et-Vilaine, regiunea Bretania, Franța.

## Comune
| Comune                   | Populație (1999) | Cod poștal | Cod INSEE |
| ------------------------ | ---------------- | ---------- | --------- |
| Bonnemain                | ...              | 35270      | 35029     |
| Combourg                 | ...              | 35270      | 35085     |
| Cuguen                   | ...              | 35270      | 35092     |
| Lanhélin                 | ...              | 35720      | 35147     |
| Lourmais                 | ...              | 35270      | 35159     |
| Meillac                  | ...              | 35270      | 35172     |
| Saint-Léger-des-Prés     | ...              | 35270      | 35286     |
| Saint-Pierre-de-Plesguen | ...              | 35720      | 35308     |
| Trémeheuc                | ...              | 35270      | 35342     |
| Tressé                   | ...              | 35720      | 35344     |